# 颱風とざくろ
『颱風とざくろ』（たいふうとざくろ）は石坂洋次郎の1966年刊行の小説作品。映画化、テレビドラマ化もされた。

## 刊行歴
- 1966年、講談社より単行本刊行
- 1967年、新潮社より石坂洋次郎文庫の第19巻に収録
- 1969年、角川書店より角川文庫版刊行

## 映画版
1967年9月15日公開。製作は東宝。「東宝創立35周年記念作品」の一環として製作された。

### キャスト
以下の役名と出演者名は特に記載のない限り東宝に従った。
- 桑田英子：星由里子
- 坂本二郎：黒沢年男
- 坂本一雄：中山仁
- 坂本けい子：いしだあゆみ
- 坂本房子：高峰三枝子
- 坂本信太郎：清水将夫
- 桑田貞三：田村亮
- 桑田六輔：内田善郎
- 桑田直吉：宮口精二
- 桑田ゆみ子：京塚昌子
- 高田謙吉：伊志井寛
- 高田直子：森光子
- 山崎真吾：南原宏治[2]
- 川村民子：池内淳子
- 永瀬やす子：菱見百合子
- 島村秋子：桜井浩子
- 柴山和子：藤あきみ
- 野口弘子：佐川亜梨
- 渡辺：丸山謙一郎
- 山本：大前亘
- 吉田：真船道郎[2]

### スタッフ
以下のスタッフ名は東宝に従った。
- 原作：石坂洋次郎
- 監督：須川栄三
- 脚本：井手俊郎
- 音楽：伊部晴美

### 同時上映
『でっかい太陽』
- 脚本：須崎勝弥、松森健／監督：松森健／主演：夏木陽介
- 東宝「青春学園シリーズ」第2作。

## テレビドラマ版
1969年7月5日から9月27日まで日本テレビ系で全13回放送された。主人公・英子（松原智恵子）の実家・佐久間葬儀社のロケを世田谷区成城に実在する葬儀社で行うため、役名の名字が「佐久間」に変更された。

### キャスト
- 佐久間英子：松原智恵子
- 坂本二郎：石坂浩二
- 坂本一雄：緒形拳
- 坂本けい子：榊原ルミ
- 坂本信太郎：加藤武
- 坂本房子：葦原邦子
- 佐久間貞三：酒井修
- 佐久間直吉：河野秋武
- 佐久間ゆみ子：坪内美詠子
- 高田謙吉：下條正巳
- 塩沢（高田）妙子：月丘千秋
- 塩沢（高田）ゆうこ：橘和子
- 吉田民子：吉田日出子
- 黒田：武藤章生
- 黒田の妻：中村玉緒
- 田辺：園井啓介
- 荒木：岡崎二朗
- 大谷：岡田真澄
- 井口：竜崎一郎
- 井口ようこ：姿美千子
- エミ：伊藤るり子

### スタッフ
- 原作：石坂洋次郎
- プロデューサー：亀井欽一、吉川斌、加賀義二
- 脚本：倉本聰
- 音楽：山本直純
- 撮影：山下卓夫
- 録音：木村瑛二
- 美術：佐谷晃能
- 助監督：菊池昭康
- 選曲：鈴木清司
- 製作担当：小沢亨昌
- 録音所：アオイ・スタジオ
- 現像：東洋現像所
- 主題歌：森山良子「あこがれ」
- 挿入歌：森山良子「並木よ…」
- 監督：藤田繁矢
- 製作：日活、日本テレビ

### 映像ソフト
2019年7月31日、ベストフィールドから「コレクターズDVD デジタルリマスター版」（4枚組。ただし第11話は後半の原版が現存しない為、その部分はテロップで対応している）が発売された。